# LIVE HISTORIA M 〜TM NETWORK Live Sound Collection 1984-2015〜
『LIVE HISTORIA M 〜TM NETWORK Live Sound Collection 1984-2015〜』（ライヴ・ヒストリア・エム　ティー・エム・ネットワーク・ライブ・サウンド・コレクション1984-2015）は、TM NETWORKのライブ・アルバム。2022年2月23日発売。

## 解説
TM NETWORKライブ配信応援プロジェクトの企画にて、ソニーとエイベックスが共同企画し、TM NETWORKベスト・ライブ・パフォーマンスのファン投票。その中と各レーベルからセレクトし、収録。また、ソニー盤として『LIVE HISTORIA T 〜TM NETWORK Live Sound Collection 1984-2015〜』も同時に発売。
このアルバムでは、ソニー在籍時（1984年 - 1999年）とエイベックス在籍時（2012年 - 2015年）に披露されたライブの中から23曲を選曲し、Blu-spec CD2規格、一部の曲はリミックスでの収録となった。
そのためRojam Entertainment及び、YOSHIMOTO R and C（現・よしもとミュージック、2000年 - 2008年）のライヴ音源は今回一切未収録となっている。
付属のブックレットには過去のライブの中からの写真を収録されている。
また、7月29日にデジタルリリースする際、「LIVE HISTORIA DX S」「LIVE HISTORIA DX a」の2種が販売された。Sは1984-1992年の音源 (1994年終了ライブは未収録)、aは2012年-2015年の音源となっている。販売元はSがソニー、aがエーベックスからの音源である。

## 収録曲
※★がついている曲は、今作のために、リミックスした楽曲である。

### DISC 1
| #         | タイトル                             | 作詞       | 作曲               | ★         | 時間  |
| --------- | ------------------------------------ | ---------- | ------------------ | --------- | ----- |
| 1.        | 「We love the EARTH」                | 小室哲哉   | 小室哲哉           |           | 6:26  |
| 2.        | 「金曜日のライオン 2014」            | 小室哲哉   | 小室哲哉           |           | 7:31  |
| 3.        | 「Love Train」                       | 小室哲哉   | 小室哲哉           | ★         | 8:58  |
| 4.        | 「Be Together」                      | 小室みつ子 | 小室哲哉           |           | 5:05  |
| 5.        | 「Just One Victory」                 | 小室哲哉   | 小室哲哉           | ★         | 6:44  |
| 6.        | 「CUBE」                             | 小室みつ子 | 小室哲哉           |           | 3:49  |
| 7.        | 「Ipanema'87」                       | 西門加里   | 小室哲哉・木根尚登 | ★         | 5:24  |
| 8.        | 「Children of the New Century 2015」 | 小室みつ子 | 小室哲哉           |           | 5:56  |
| 9.        | 「Don't Let Me Cry」                 | 神沢礼江   | 小室哲哉           | ★         | 6:20  |
| 10.       | 「STILL LOVE HER」                   | 小室哲哉   | 小室哲哉・木根尚登 |           | 10:17 |
| 11.       | 「ELECTRIC PROPHET」                 | 小室哲哉   | 小室哲哉・木根尚登 | ★         | 9:38  |
| 12.       | 「TIMEMACHINE」                      | 小室哲哉   | 木根尚登           |           | 3:22  |
| 合計時間: | 合計時間:                            | 合計時間:  | 合計時間:          | 合計時間: | 79:30 |

### DISC 2
| #         | タイトル                       | 作詞       | 作曲      | ★         | 時間  |
| --------- | ------------------------------ | ---------- | --------- | --------- | ----- |
| 1.        | 「RHYTHM RED BEAT BLACK」      | 坂元裕二   | 小室哲哉  | ★         | 8:14  |
| 2.        | 「Come on Let's Dance」        | 神沢礼江   | 小室哲哉  | ★         | 5:27  |
| 3.        | 「Alive」                      | 小室みつ子 | 小室哲哉  |           | 7:41  |
| 4.        | 「BEYOND THE TIME」            | 小室みつ子 | 小室哲哉  |           | 6:17  |
| 5.        | 「KISS YOU」                   | 小室みつ子 | 小室哲哉  | ★         | 5:06  |
| 6.        | 「THE POINT OF LOVERS' NIGHT」 | 小室哲哉   | 小室哲哉  | ★         | 9:53  |
| 7.        | 「Green days 2013」            | 小室哲哉   | 小室哲哉  |           | 6:32  |
| 8.        | 「WILD HEAVEN」                | 小室みつ子 | 小室哲哉  |           | 5:22  |
| 9.        | 「Get Wild 2014」              | 小室みつ子 | 小室哲哉  |           | 11:31 |
| 10.       | 「SEVEN DAYS WAR」             | 小室みつ子 | 小室哲哉  |           | 7:20  |
| 11.       | 「Fool On The Planet」         | 小室みつ子 | 木根尚登  |           | 6:29  |
| 合計時間: | 合計時間:                      | 合計時間:  | 合計時間: | 合計時間: | 79:52 |

## 曲解説

### DISC 1
1. We love the EARTH
2012年4月25日に日本武道館で行われた「TM NETWORK CONCERT -Incubation Period-」から収録。
2. 金曜日のライオン 2014
2014年5月20日に東京国際フォーラムホールAで行われた「TM NETWORK 30th 1984〜 the beginning of the end」から収録。
3. Love Train
1992年4月12日に横浜アリーナで行われた「TMN EXPO」から収録。
4. Be Together
2015年3月22日に横浜アリーナで行われた「TM NETWORK 30th FINAL」から収録。
5. Just One Victory
1989年8月29日に横浜アリーナで行われた「TM NETWORK CAMP FANKS!! '89」から収録。
6. CUBE
2014年5月20日に東京国際フォーラムホールAで行われた「TM NETWORK 30th 1984〜 the beginning of the end」から収録。
7. Ipanema'87
1987年6月24日に日本武道館で行われた「TM NETWORK FANKS CRY-MAX」から収録。
8. Children of the New Century 2015
2015年3月22日に横浜アリーナで行われた「TM NETWORK 30th FINAL」から収録。
9. Don't Let Me Cry
1992年4月12日に横浜アリーナで行われた「TMN EXPO」から収録。
10. STILL LOVE HER
2015年2月8日にさいたまスーパーアリーナで行われた「TM NETWORK 30th 1984〜 QUIT30 HUGE DATA」から収録。
11. ELECTRIC PROPHET
1984年12月5日にPARCO PART III SPACE PARCOで行われた「ELECTRIC PROPHET」から収録。
12. TIMEMACHINE
2012年4月25日に日本武道館で行われた「TM NETWORK CONCERT -Incubation Period-」から収録。

### DISC 2
1. RHYTHM RED BEAT BLACK
1991年3月7日に国立代々木競技場第一体育館で行われた「RHYTHM RED TMN TOUR」から収録。
2. Come on Let's Dance
1988年3月16日に代々木オリンピックプールで行われた「TM NETWORK KISS JAPAN DANCING DYNA-MIX」から収録。
3. Alive
2014年12月10日に東京国際フォーラムホールAで行われた「TM NETWORK 30th 1984〜 QUIT30」から収録。
4. BEYOND THE TIME
2014年5月20日に東京国際フォーラムホールAで行われた「TM NETWORK 30th 1984〜 the beginning of the end」から収録。
5. KISS YOU
1988年3月16日に代々木オリンピックプールで行われた「TM NETWORK KISS JAPAN DANCING DYNA-MIX」から収録。
6. THE POINT OF LOVERS' NIGHT
1991年2月22日に仙台イズミティ21で行われた「RHYTHM RED TMN TOUR」から収録。
7. Green days 2013
2013年7月21日にさいたまスーパーアリーナで行われた「TM NETWORK FINAL MISSION -START investigation-」から収録。
8. WILD HEAVEN
1994年5月19日に東京ドームで行われた「TMN final live LAST GROOVE 5.19」から収録。
9. Get Wild 2014
2015年2月8日にさいたまスーパーアリーナで行われた「TM NETWORK 30th 1984〜 QUIT30 HUGE DATA」から収録。
10. SEVEN DAYS WAR
1994年5月18日に東京ドームで行われた「TMN final live LAST GROOVE 5.18」から収録。
11. Fool On The Planet
2015年3月22日に横浜アリーナで行われた「TM NETWORK 30th FINAL」から収録。

## クレジット
- All Performed : TM NETWORK
- Re-mixed : 坂元達也
- Mastered : 鈴江真智子
- Text : 藤井徹貫
- A&R : 石井優, 池畑伸人
- General Producer : 猪野丈也, 樋口慎太郎, 米田英智, 猪野秀碧
- Executive Producer : 松浦勝人, 黒岩克巳, 林真司